# Brisa Fenoy
Brisa Fenoy (Algesires, 18 d'agost de 1991) és una música (intèrpret i compositora), model, DJ i productora espanyola. Es va fer coneguda per ser la coautora de Lo malo, una cançó interpretada per Aitana Ocaña Morales i Ana Guerra al programa Operación Triunfo. Les seues cançons tenen algun missatge social.
Nasqué i es crià en una família amb un pare sindicalista que es manifestava pel tancament dels Centres d'Internament d'Estrangers i una mare, Josefina Núñez, que escrivia sobre Espanya i Àfrica, a través de l'estret de Gibraltar. El seu germà Erasmo és un fotoperiodista que denuncia com arriben els immigrants amb pastera.
Es formà en piano a un conservatori de música des dels vuit anys. Va escriure una cançó quan tenia 12 anys. Des dels 19 anys va treballar com a model.
Debutà el 2017 amb el senzill Ella, amb lletres reivindicatives.
El gener de 2018 va traure la cançó amb vídeo musical sobre les desigualtats socials i la migració vinguda d'Àfrica, Jericó. El mateix any una cançó adaptada per ella, Lo malo, tingué molt d'èxit. Per aquesta cançó guanyà el premi Racimo a la XXVI edició dels premis Racimos i Filoxera. L'abril va traure el senzill Tres minutos, una cançó que convida al mindfulness.